# Marilù Fradella
Marilù Fradella (...) è un'ex cestista italiana.
Ha giocato in Serie A con il Maurolico Messina.